# Cottingham (Northamptonshire)
Pour les articles homonymes, voir Cottingham.
Cottingham est une paroisse civile et un village du Northamptonshire, en Angleterre.